# Collection de motocyclettes Monet & Goyon
Pour les articles homonymes, voir MG, Monet et Goyon.
La collection de motocyclettes Monet-Goyon est un musée français situé dans le village de Melle, en Deux-Sèvres.

## Histoire
La collection de ce musée a été constituée par la famille Gagnaire. Henri Gagnaire et son fils, Michel Gagnaire, passionnés par cette marque de motocyclettes, ont collectionné et restauré les modèles allant de 1920 à l’après-guerre.

## Collections
Le musée comprend une trentaine de motocyclettes restaurées.
Ainsi sont exposées des petites bicyclettes à moteur auxiliaire, des 2 H.P. des années 1920, les grandes classiques des années 1930 et des machines carénées des années 1950.